# Hotwire
Hotwire ist eine Hard-Rock-Band aus Ingolstadt.

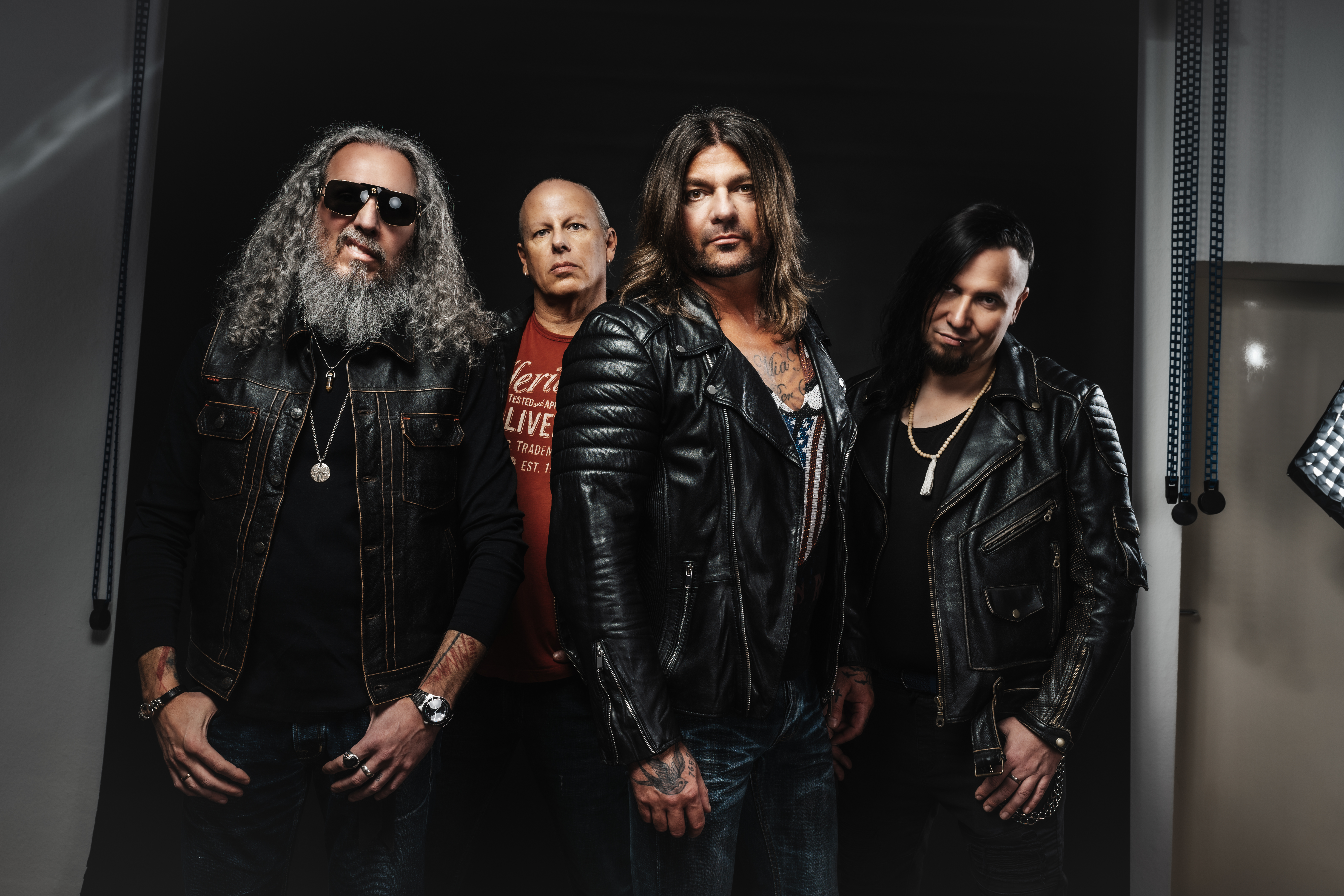

## Geschichte
Gegründet 1993 spielen Hotwire melodiösen Hard Rock mit Einflüssen aus den 1980er Jahren. Ihre erste CD wurde von den Bonfire-Musikern Hans Ziller und Claus Lessmann produziert, sie verkaufte sich vor allem in Japan sehr gut und ließ Hotwire in die Import-Charts des Magazins „Burrn“ einsteigen. 1998 wurde die CD „Face Another Day“ veröffentlicht.
Nach einigen Konzerten im In- und Ausland trennten sich Hotwire und Sänger Michael Werner 2001 kurz vor Veröffentlichung der EP „Middle Of Nowhere“. Andy Urbeck übernahm den Gesang bei Hotwire. Die CD kam als Doppel-CD mit den jeweiligen Versionen der zwei Parteien auf den Markt.
2001 waren Hotwire zusammen mit Shakra und Domain auf Deutschlandtour, später spielten sie im Vorprogramm der Pretty Maids.
2006 erschien (unter der Regie von Ex-Bonfire Chris Lausmann) die CD „Devil In Disguise“.
2013, zum 20-jährigem Jubiläum der Debüt-CD, spielten die reformierten Hotwire in Regensburg. Mit Michael Werner, Pepe Thum und Tom Glas waren 3/4 der Band von der ersten CD beteiligt, dazu Hotwire-Gründungsmitglied Rudi Halbmeir (Gitarre) und Gitarrist „Asso“ Weilert.
2020 nahm eine Wiedervereinigung konkrete Züge an, musste aber wegen der COVID-19-Pandemie zunächst verschoben werden.
Nach Hans Heid (u. a. Mitglied der Regensburger Hard-Rock-Band Mass) vervollständigten im Frühjahr 2022 Gitarrist Daniel Gumo Reiss (Gumomaniacs) und Bassist Alexander Schott (Antipeewee) die Band.
Am 28. April 2023 erschien die „Best of“ CD „The Story So Far 1993 - 2023“ mit 15 Songs, darunter dem neuen Track „Slam!“
Die CD konnte sich in den deutschen iTunes Top 100 Albumcharts platzieren und kletterte bis auf Platz 4 der offiziellen deutschen Metal-Rock-Charts.
Mitte Juni 2023 haben Hans Heid und Alexander Schott die Band verlassen, wieder dabei am Bass ist das Hotwire-Gründungsmitglied Pepe Thum.

## Diskografie
- 1994: Maxi-CD
- 1995: Hotwire
- 1998: Face Another Day
- 2001: Middle of Nowhere
- 2006: Devil in Disguise
- 2023: The Story So Far 1993 - 2023 (Best Of)